# Eugène Jeanmaire
Pour les articles homonymes, voir Jeanmaire.
Eugène Jeanmaire, né le 17 juillet 1808 à Épinal (Vosges) et mort le 9 mars 1886 à Épinal, est un homme politique français.

## Biographie
Eugène Jeanmaire est le fils d'un fonctionnaire de l'enregistrement et fait des études de droit. Il s'inscrit alors comme avocat à Épinal mais il plaide peu et s'occupe de la gestion de ses propriétés. Vers 1840, il s'engage dans le petit groupe d'opposition républicaine et devient conseiller municipal puis en 1848, secrétaire du Comité central républicain et maire de la ville. En 1859, il devient le beau-père d'Alfred Brugnot, lui aussi avocat. En 1868, il participe à la fondation du Cercle spinalien de la Ligue de l'enseignement et le dirige dans les années 1970. Il devient suppléant du juge de paix. En 1876, il est choisi comme candidat républicain après le refus du représentant des papeteries Krantz, Charles-Dieudonné Krantz, frère de Sébastien Krantz. Élu, il siège à la Gauche républicaine  et est l'un des 363 qui refusent la confiance au gouvernement de Broglie lors de la crise du 16 mai 1877. Il est élu la même année conseiller d'arrondissement du canton d'Épinal après la mort de l'ancien maire d'Épinal, Jacques Pentecôte.
Il souffre de problèmes de vue et doit renoncer à se présenter au Conseil d'arrondissement en 1880 et à la députation en 1881.